# Renoir (2025)
Renoir (Originaltitel: ルノワール Runowāru) ist ein Spielfilm von Chie Hayakawa aus dem Jahr 2025. Das Drama handelt von einem fantasievollen Mädchen, dass sich im Japan der 1980er-Jahre von ihren beschäftigten Eltern entfremdet und immer tiefer in das Thema Telepathie versinkt. Die Hauptrollen übernahmen Yui Suzuki, Hikari Ishida und Lily Franky. Die internationale Koproduktion zwischen Japan, Frankreich, Singapur, den Philippinen und Indonesien wurde im Rahmen der Internationalen Filmfestspiele von Cannes im Mai 2025 uraufgeführt.

## Handlung
Tokio im Sommer 1987 während der Wirtschaftskrise: Die 11-jährige Fuki lebt mit ihren Eltern in einem Vorort der japanischen Hauptstadt. Ihr Vater Keiji ist unheilbar an Krebs erkrankt und pendelt zwischen Zuhause und Krankenhaus hin und her. Fukis Mutter Utako kümmert sich um ihn und muss gleichzeitig die Familie mit einem Vollzeitjob ernähren. Über die Sommerferien entfremdet sich das sensible und fantasievolle Mädchen immer mehr von seinen Eltern, die mit den eigenen Problemen zu kämpfen haben. Alleingelassen von den Erwachsenen, taucht Fuki immer tiefer in die Welt der Telepathie ein. Dabei gerät ihr Alltag unweigerlich aus dem Gleichgewicht.

## Hintergrund
Renoir ist der zweite Spielfilm der japanischen Regisseurin Chie Hayakawa. Sie verfasste auch das Drehbuch, das große Ähnlichkeit mit ihrer eigenen Biografie aufweist. Im Alter von 10 Jahren erfuhr Hayakawa, dass ihr Vater an Krebs erkrankt war. Er starb 10 Jahre später. Hayakawa gab an, dass dieses Erlebnis sie stark geprägt und Einfluss auf ihre spätere Perspektive als Künstlerin genommen habe.
Wie bereits bei ihrem Langfilmdebüt Plan 75 (2022) arbeitete Hayakawa mit dem US-amerikanischen Produzenten Jason Gray, dem japanischen Kameramann Hideho Urata, dem französischen Musikkomponist Rémi Boubal und der französischen Filmeditorin Anne Klotz zusammen. Produziert wurde das Werk von Grays und Eiko Mizuno-Grays Firma Loaded Films sowie Happinet Corporation aus Japan, Frankreichs Ici et Là Productions und Arte France Cinéma, Singapurs Akanga Film Asia, den Daluyong Studios und Nathan Studios von den Philippinen sowie KawanKawan Media aus Indonesien.
Die Hauptrolle der Fuki übernahm die japanische Kinderdarstellerin Yui Suzuki, während ihre Eltern von den preisgekrönten japanischen Kinoschauspielern Hikari Ishida und Lily Franky verkörpert werden. Die Dreharbeiten fanden vom Juli bis September 2024 in Japan statt. Ein Nachdreh erfolgte im November 2024 auf den Philippinen.

## Veröffentlichung
Die Weltpremiere von Renoir fand am 17. Mai 2025 im Hauptwettbewerb der 78. Filmfestspiele von Cannes statt. Bereits mit ihrem Spielfilmdebüt Plan 75 (Sektion Un Certain Regard, 2022) und dem Kurzfilm Niagara (Cinéfondation, 2014) war sie zum Festival eingeladen worden.
Ein Kinostart in Japan soll am 20. Juni 2025 erfolgen. Um die internationalen Verwertungsrechte kümmert sich das Unternehmen Goodfellas. Eine reguläre Kinoveröffentlichung in Frankreich ist ab 17. September 2025 durch den Verleih Eurozoom geplant.

## Auszeichnungen
Für Renoir erhielt Chie Hayakawa eine Einladung in den Wettbewerb um die Goldene Palme des Filmfestivals von Cannes.
Noch in der Vorproduktion wurde dem Filmprojekt im Jahr 2023 während des Torino FilmLab / FeatureLab der mit 50.000 Euro dotierten Coproduction Award zuerkannt.